# Charlotte Skene Catling
Charlotte Merilyn Skene Catling (1965) is een Brits architecte. Haar kenmerkende stijl wordt geo-achrcheologie-achtitectuur genoemd.

## Biografie
Daarnaast had ze een lesopdracht aan de Karlsruhe Institute of Technology (KIT) en werkt ze samen met de Greenwich School of Architecture en Royal College of Art en the Rothschild Foundation.
Ze was even verloof met Malcolm McLaren en is getrouwd Lowe.

## Werk (selectie)
- The Dairy House[4]
- Flint House (2015)[5]

## Erkentelijkheden (selectie)
- 2015 - RIBA House of the Year[6]
- 2016 - Debrett’s 500 People of Influence in Architecture & Design
- 2016 - nominatie Women in Architecture award (Architectural Review)